# Михайлівська вулиця (Харків)
Михайлівська вулиця — одна з центральних вулиць Хвилинки у Новобаварському районі Харкова. Довжина 880 метрів. Починається від перетину з Залізничним в'їздом. В неї впираються Вулиця Дачна, провулки Дачний, Тімірязєва, Дністровський, Шепетівський, Тюменський і закінчується на перетині з Полтавський шляхом. На вулиці одноповерхова житлова забудова.

## Галерея

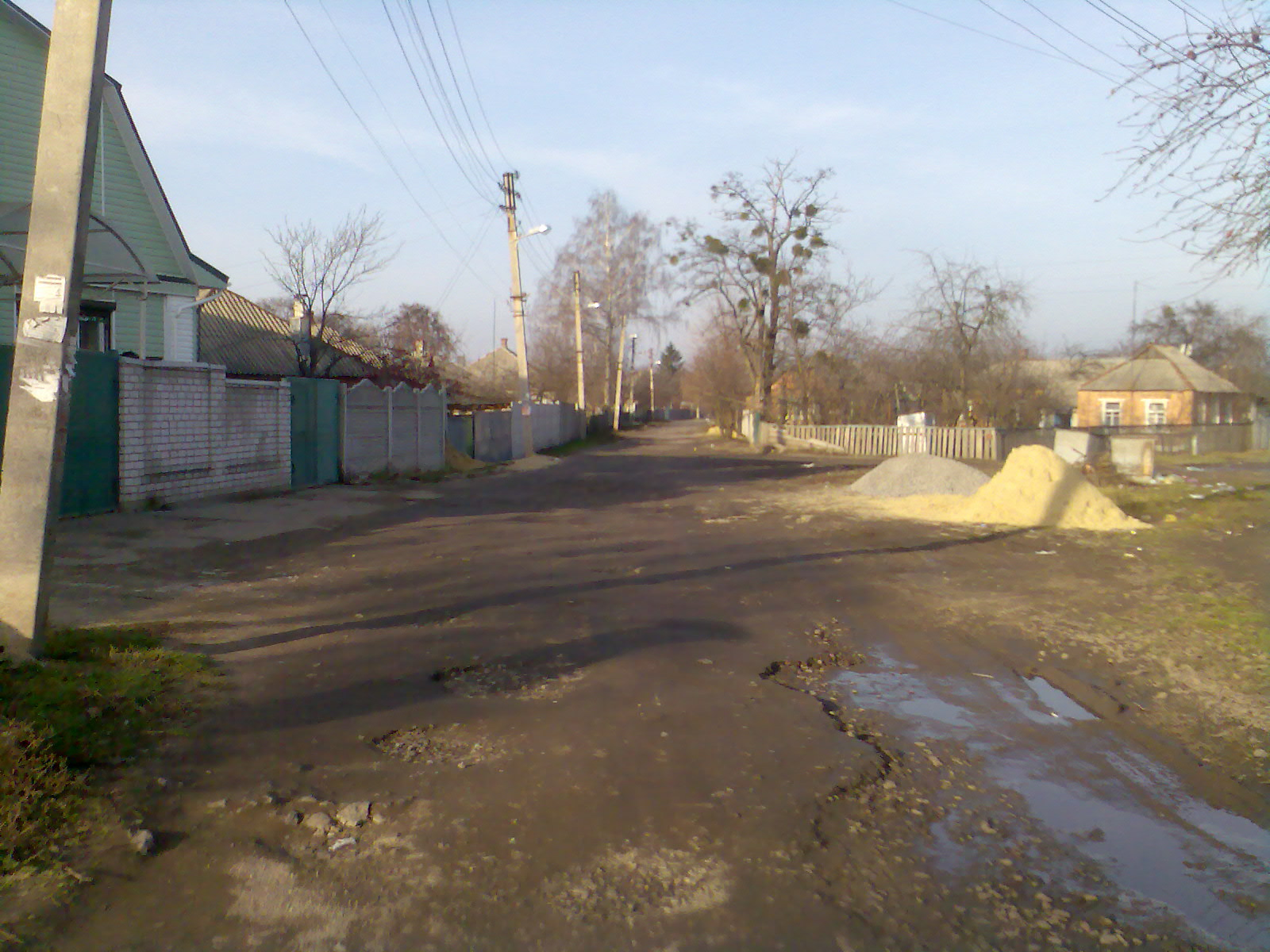
Вулиця з початку
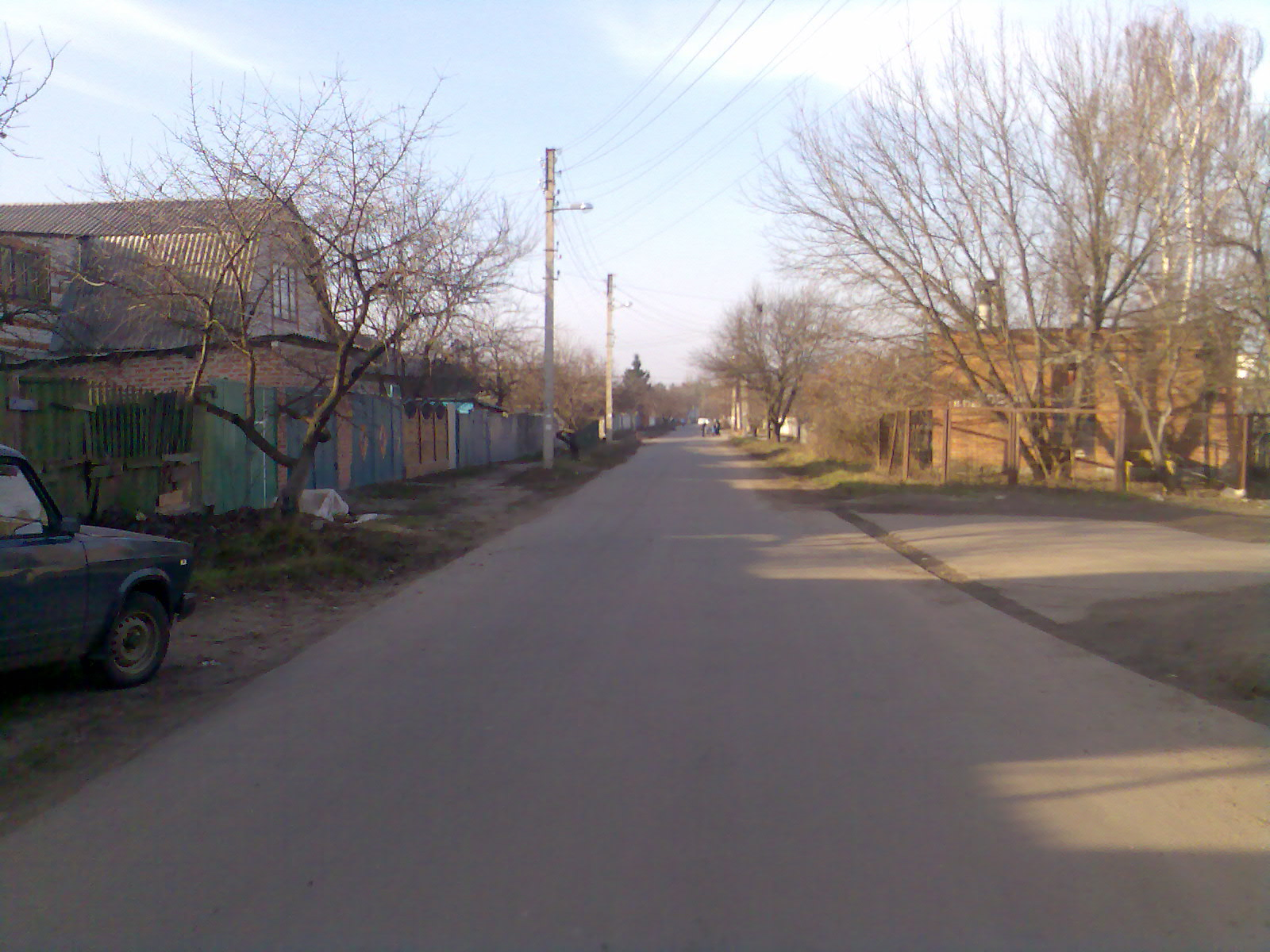
Перетин з Шепетівським провулком